# Rajgarh (district)
Rajgarh is een district van de Indiase staat Madhya Pradesh. Het district telt 1.253.246 inwoners (2001) en heeft een oppervlakte van 6143 km².
Hoofdstad: Bhopal
Districten: